# قرار مجلس الأمن التابع للأمم المتحدة رقم 1888
قرار مجلس الأمن التابع للأمم المتحدة رقم 1888 هو قرار قدمته وزيرة خارجية الولايات المتحدة السابقة هيلاري كلينتون واعتمد بالإجماع في 30 سبتمبر 2009 خلال الجلسة التي ترأستها. بموجب القرار تم إنشاء منصب الممثل الخاص للأمم المتحدة المعني بالعنف الجنسي في حالات النزاع.
قرار مجلس الأمن التابع للأمم المتحدة رقم 1888، الذي تم اعتماده في عام 2009، يركز بشكل أساسي على معالجة العنف الجنسي في النزاعات. يؤكد على ضرورة حماية النساء والفتيات في مناطق النزاع ويبرز أهمية محاسبة الجناة.
لا يمنح القرار 1888 سلطة تحقيق مباشرة للمجلس هذا أي هذا المجلس غير مخوّل للتحقيق في الجرائم الجنسية فهناك لجنة تحقيقية منفصلة عن هذا المجلس التي تملك ذاك التفويض وتقوم هي بالتحقيق في نطاق عملها المفوّض والمنفصل عن هذا المجلس
اما فصلاحيات هذا المجلس بقرار 1888 هي إنه يدعو إلى إنشاء آليات لضمان المساءلة الفعّالة عن الجرائم المتعلقة بالعنف الجنسي. يتضمن ذلك تشجيع مشاركة الأمين العام للأمم المتحدة والوكالات المختلفة في العمل على التدابير الوقائية والحماية والاستجابة. كما يبرز أهمية تحسين جمع البيانات وتحليلها بشأن العنف الجنسي في حالات النزاع.

## انتقادات حول عمل المجلس وملاغطات حول تفويضه في ظل نزاعات شتى
على الرغم من الجهود المبذولة لمكافحة العنف الجنسي في النزاعات، فإن عمل مجلس الأمن التابع للأمم المتحدة، وخاصة عبر قرار 1888، يعاني من انتقادات تتعلق بكيفية استخدامه لعملياته لنشر ادعاءات غير مؤكدة وأخبار مضللة وخصيصا في النظر الى كون صلاحياته لا تشمل سلطة تحقيقية. يشير العديد من المراقبين إلى أن هذه الممارسات تؤثر سلبًا على مصداقية المجلس.
لا يمنح قرار 1888 سلطة تحقيق مباشرة للمجلس، وهذا يعني أن المجلس غير مخوّل للتحقيق في الجرائم الجنسية، إذ توجد لجنة تحقيقية منفصلة لديها هذا التفويض. ومع ذلك، يُتهم المجلس أحيانًا باستخدام تقاريره وبياناته لنشر ادعاءات منحازة وتفتقر الى الحيادية قد تكون غير مدعومة بأدلة قوية. على سبيل المثال، انتقادات كثيرة وُجهت لتصريحات الممثلة الخاصة للأمم المتحدة المعنية بالعنف الجنسي، براميلا باتن. هذا الأمر يثير تساؤلات حول موضوعية المعلومات المقدمة ومدى دقتها.

### الحرب الاوكرانية-الروسية 2022:
في أكتوبر عام 2022 اتهم المجلس في تصريح من ممثلته في الامم المتحدة براميلا باتن القوات المسلحة الروسية بدمج الاغتصاب وإساءة استخدام أدوية الضعف الجنسي في استراتيجيتها الرسمية في ساحة المعركة.
وقالت باتن لوكالة فرانس برس في 14 تشرين الأول، إن “كل المؤشرات موجودة”.وقالت الأمم المتحدة: "عندما يتم احتجاز النساء لعدة أيام واغتصابهن، وعندما تبدأ في اغتصاب الأولاد الصغار والرجال، وعندما ترى سلسلة من عمليات تشويه الأعضاء التناسلية، وعندما تسمع النساء يشهدن حول الجنود الروس المجهزين بالفياجرا، فمن الواضح أن هذه استراتيجية عسكرية". ووفقا لذلك اتهم تقرير للأمم المتحدة صدر في 27 أيلول حول الصراع في أوكرانيا القوات الروسية بارتكاب مجموعة من الانتهاكات البشعة لحقوق الإنسان، بما في ذلك أعمال العنف الجنسي، بين شهري شباط وتموز 2022. على الرغم من أنه لم يذكر الفياجرا. وسرعان ما قامت الوسائل الاعلامية بنشر هذا الخبر بما يشمل استعمال الفياجرا على نطاق واسع مثل النيويورك بوست وال سي ان ان الاميركيتان.
في مكالمة مخادعة أجريت في 10 تشرين الثاني 2022 مع فلاديمير كوزنتسوف وأليكسي ستولياروف، المعروفين باسميهما المستعارين فوفان ولكزس، اعترفت مبعوثة الأمم المتحدة المختصة بالعنف الجنسي، براميلا باتن، بأنه لا يوجد دليل يدعم ادعاءاتها التي تم نشرها على نطاق واسع منذ تشرين الأول باستخدام الاغتصاب الجماعي الذي يغذيه الفياجرا كسلاح حرب. اعترفت براميلا بأنه ليس لديها دليل قائلة: "ليست وظيفتي إجراء التحقيقات. ليس لدى مكتبي مثل هذا التفويض. أنا أجلس في نيويورك، في مكتب في نيويورك...". وهنالك مكتب اخر في الأمم المتحدة يختص بذلك.

### الابادة في غزة -2023:
في فيبراير عام 2024 في غضون الحرب على غزة بعثت مندوبة المجلس في اللامم المتحدة باتن ومكتبها لاسرائيل من قبل رئيس فريق الأمم المتحدة على طلب من اسرائيل وعلى رأسهم المحامية النسوية الاسرائيلية روث هالبرن-كداري ولها معرفة سابقة بباتن وقد عملت معها في مكتبها في الامم المتحدة. فتقول هالبرن-كداري انها في اواخر عام 2023 ، في الأيام التي تلت هجوم 7 أكتوبر، تواصلت مع كل منظمة ذات صلة بنظام حقوق الإنسان التابع للأمم المتحدة والتي كانت جزءًا منه، وكذلك مع براميلا باتن، وهي زميلة سابقة عملت معها في اتفاقية القضاء على جميع أشكال التمييز ضد المرأة، والتي تعمل الآن كالممثلة الخاصة للأمم المتحدة المعنية بالعنف الجنسي في حالات النزاع وقالت لها: "نحن بحاجة إليك هنا". ان جدول أعمال باتن الشخصي في رحلتها شمل: 15 يومًا في إسرائيل، ويومين في الأراضي الفلسطينية المحتلة.
وفي اعقاب جولتها في 4 مارس/آذار، أصدرت مندوبة المجلس في لأمم المتحدة تقريرًا حول العنف الجنسي الذي يُفترض أنه حدث أثناء الحرب الإسرائيلية على غزة. وبينما قدمت بعض وسائل الإعلام الغربية التقرير في البداية كدليل على تورط حماس في اعتداءات جنسية ممنهجة أثناء هجومها على إسرائيل في 7 أكتوبر/تشرين الأول، إلا أن نتائج التقرير لم تدعم هذه الادعاءات بشكل كامل. وعلى الرغم من التأطير الأولي من قبل بعض وسائل الإعلام الرئيسية، إلا أن مؤلفي التقرير لم يجدوا أدلة ملموسة لإثبات مزاعم حملة اغتصاب واسعة النطاق من قبل قوات حماس. وحتى سلطوا الضوء على التحديات التي تواجه التحقق من مثل هذه الادعاءات، بما في ذلك عدم القدرة على تحديد مكان أي ضحايا والمخاوف بشأن دقة تفسيرات الطب الشرعي. وأقر التقرير بأن جهود الضغط الإسرائيلية لعبت دورا في دفع بعثة الأمم المتحدة إلى التحقيق في هذه المزاعم، مما أثار تساؤلات حول حياد البعثة وعمل المجلس ففعليا للمجلس بقرار 1888 ليس مفوضا للتحقيق ولا يملك سلطة التحقيق. ومع ذلك، أشارت أيضًا إلى تعاون السلطات الإسرائيلية في تسهيل الوصول إلى مواقع معينة وتوفير المعلومات لفريق الأمم المتحدة.

ورغم أن التقرير وجد بعض من المؤشرات حسب تقديراته على حدوث عنف جنسي أثناء النزاع، إلا أنه أكد على أن التحقيق لم يكن مقصودًا أن يكون تحقيقيًا بطبيعته. ذكرت ممثلة الأمم المتحدة الخاصة المعنية بالعنف الجنسي، براميلا باتن، أنها عثرت على معلومات من السلطات الاسرائيلية تشير إلى وقوع عنف جنسي ضد الإسرائيليين الذين تم القبض عليهم في 7 أكتوبر/تشرين الأول، لكنها امتنعت عن تسمية الضحايا أو الجناة أو تحديد أي أنماط واضحة. وخلال المؤتمر الصحفي الذي أعقب صدور التقرير، أوضحت باتن أنه على الرغم من الدعوات الموجهة للضحايا للتقدم، لم يتمكن فريق الأمم المتحدة من تحديد مكان أي أفراد تعرضوا لاعتداءات جنسية على يد الفلسطينيين. علاوة على ذلك، سلط التقرير الضوء على التحديات التي تواجه تأكيد الادعاءات الإسرائيلية، مشيرًا إلى عدم وجود أدلة ملموسة في الصور ومقاطع الفيديو والمصادر المفتوحة المتاحة. وفي إحدى الحالات البارزة، أشار التقرير إلى أن السلطات الإسرائيلية قامت بفبركة مشهد اغتصاب كاذب، مما أثار الشكوك حول موثوقية بعض الادعاءات. بشكل عام، تشير نتائج التقرير إلى الحاجة إلى مزيد من التحقيق والحذر من استخلاص استنتاجات نهائية بناءً على أدلة محدودة. وذكر بالتقرير التوضيح التالي حول عدم وجود تخويل وتفويض لمكتب باميلا في التحقيق في الانتهاكات الجنسية:
لم يكن الهدف من الزيارة أو التفويض بها أن تكون ذات طبيعة تحقيقية، وهي ولاية منوطة بهيئات أخرى تابعة للأمم المتحدة، والتي أبدت على الفور استعدادها واستعدادها للتحقيق في جميع الانتهاكات المزعومة المرتكبة في سياق هجمات 7 أكتوبر/تشرين الأول وما أعقبها. تم الاتفاق مسبقًا على نطاق ومعايير الزيارة مع السلطات المعنية، لضمان الوصول السري دون عوائق إلى المحاورين والمعلومات. التزم فريق البعثة بمنهجية الأمم المتحدة القياسية، بما في ذلك مبدأ الاستقلال والحياد والموضوعية والشفافية والنزاهة ومبادئ "عدم الإضرار" المتعلقة باحترام السرية والموافقة المستنيرة. حصلت الممثلة الخاصة للأمين العام باتن على الدعم من فريق فني يتألف من تسعة خبراء من منظومة الأمم المتحدة، بما في ذلك متخصصون في إجراء المقابلات الآمنة والأخلاقية مع الضحايا/الناجين والشهود من جرائم العنف الجنسي، وأخصائي في الطب الشرعي، ومحلل للمعلومات الرقمية والمفتوحة المصدر. لم يدخر فريق البعثة أي جهد لجمع المعلومات وتشجيع الضحايا/الناجين والشهود على التقدم ومشاركة قصصهم.
رغم انعدامها المطلق في النشرات الاخبارية التقليدية، لاقت هذه الانتقادات اصداء عالية في الحيز الافتراضي وخصيصًا بعد كشف فضيحة وزور مقال "صرخات بلا اصوات" للنيويورك تايمز. وقد تلقى المجلس انتقادات من الطرفين في النزاع في تقريره المنشور ففيما يتعلق برد الفعل الإسرائيلي على تقرير الأمم المتحدة الصادر في 7 أكتوبر/تشرين الأول حول العنف الجنسي، شعرت إسرائيل بالخيبة لأن التقرير لم يتهم حماس أو أي جماعة مسلحة أخرى بارتكاب هذه الأفعال المزعومة. وأشارت براميلا باتن، الممثلة الخاصة للأمم المتحدة، في مقابلة تلفزيونية مع المذيعة الإسرائيلية يونيت ليفي، إلى أنها تتفهم مشاعر الإحباط الناجمة عن الصدمة الوطنية، لكنها أكدت على أهمية تعاون إسرائيل مع التحقيقات الأممية للنظر في هذه القضايا.
لم يتطرق المجلس لهذه الانتقادات الموجهة تجاه عمله ولم يقم بمعالجة وتوضيح هذه الملاغطات تجاهه.